# Natasha Richardson
Natasha Jane Richardson (Londen, 11 mei 1963 – New York, 18 maart 2009) was een Brits-Amerikaanse actrice.
Ze was vooral bekend van haar toneelrollen en won in 1988 een Tony Award voor haar rol in de musical Cabaret. Daarnaast heeft ze ook in films gespeeld, waaronder Waking Up in Reno, Nell, The Parent Trap, Maid in Manhattan, Gothic, waarin ze de rol van Mary Shelley had, en Wild Child. Samen met haar moeder speelde ze in de in 2007 uitgekomen film Evening van regisseur Lajos Koltai.
Richardson was een van de twee dochters van actrice Vanessa Redgrave en regisseur Tony Richardson. Haar zus Joely Richardson is eveneens actrice. Na een kortstondig huwelijk met regisseur Robert Fox, trouwde Richardson in 1994 met acteur Liam Neeson en kreeg ze met hem zonen Micheál (1995) en Daniel (1996).
Op maandag 16 maart 2009 kreeg Richardson een ernstig skiongeluk in de omgeving van het Canadese skioord Mont Tremblant, nabij Montreal. Twee dagen later werd ze hersendood verklaard. Richardson overleed op 45-jarige leeftijd. Haar zoon Micheál nam haar achternaam, Richardson, aan als eerbetoon aan z'n moeder.

## Filmografie
| Jaar | Film                                        | Rol                                   | Noten |
| ---- | ------------------------------------------- | ------------------------------------- | --- |
| 1968 | The Charge of the Light Brigade             | Flower girl at wedding                | Uncredited appearance |
| 1986 | Gothic                                      | Mary Shelley                          | |
| 1987 | A Month in the Country                      | Alice Keach                           | |
| 1988 | Patty Hearst                                | Patty Hearst                          | |
| 1989 | Fat Man and Little Boy                      | Jean Tatlock                          | |
| 1990 | The Handmaid's Tale                         | Kate/Offred                           | Evening Standard British Film Awards — Best Actress                                                                               |
| 1990 | The Comfort of Strangers                    | Mary                                  | Evening Standard British Film Awards — Best Actress                                                                               |
| 1991 | The Favour, the Watch and the Very Big Fish | Sybil                                 | |
| 1992 | Past Midnight                               | Laura Mathews                         | |
| 1994 | Nell                                        | Dr. Paula Olsen                       | |
| 1994 | Widows' Peak                                | Mrs Edwina Broome                     | Karlovy Vary International Film Festival — Best Actress                                                                           |
| 1998 | The Parent Trap                             | Elizabeth James                       | |
| 2001 | Blow Dry                                    | Shelley Allen                         | |
| 2001 | Chelsea Walls                               | Mary                                  | |
| 2002 | Waking Up In Reno                           | Darlene Dodd                          | |
| 2002 | Maid in Manhattan                           | Caroline Lane                         | |
| 2005 | The White Countess                          | Countess Sofia Belinskya              | |
| 2005 | Asylum                                      | Stella Raphael                        | Executive producer Evening Standard British Film Awards — Best Actress Nominated — British Independent Film Awards — Best Actress |
| 2007 | Evening                                     | Constance Lord                        | |
| 2008 | Wild Child                                  | Mrs. Kingsley                         | Final film appearance |
| 2010 | The Wildest Dream                           | Ruth Mallory (wife of George Mallory) | Voice only, final performance before death, Liam Neeson narrated.                                                                 |